# Каморрист (фільм)
«Каморрист» (італ. Il camorrista) — італійський чорний драматичний гангстерський фільм 1986 року режисера Джузеппе Торнаторе.

## Сюжет
Простий парубок Везув'яно (Бен Газзара) із Неаполя нічим не відрізнявся серед однолітків, доки не вбив людину та потрапив до в'язниці, яка стала для нього кримінальною школою. Він вивчає право, завдяки чому незабаром отримує кличку «професор». Тепер не кожний адвокат має силу поборотися з ним. Безжальний «професор» у стінах тюрми стає хрещеним батьком неаполітанської мафії-камори і по трупах іде до абсолютної влади.

## Ролі виконують
- Бен Газзара — «професор» Везув'яно
- Лаура дель Соль[es] — Розарія
- Лео Ґульотта[it] — комісар Ієрволіно
- Лучано Бартолі[it] — Чіро Парелля
- Ліно Троізі[it] — дон Антоніо «Малякарне»
- Марціо Онорато[it] — Сальваторе ло Руссо
- Ніколя ді Пінто[it] — Альфредо Канале

## Навколо фільму
- Початково цей фільм створювався як п'ятигодинний телефільм.
- Фільм мав великий успіх як у публіки (58 місце, як найкасовіший у кіносезоні 1986 — 87 років), так і у критиків.

## Нагороди
- 1987 Премія Давида ді Донателло[1]:
  - за найкращу чоловічу роль другого плану — Лео Ґульотта[it]

- 1987 Премія «Золотий глобус» Асоціації іноземної преси в Італії[it]:
  - за найкращий перший повнометражний фільм[it] — Джузеппе Торнаторе

- 1987 Премія «Срібна стрічка» Італійського національного синдикату кіножурналістів:
  - найкращому новому режисерові[it] — Джузеппе Торнаторе